# Джяковица
Джяко́вица (Джаковица, Дьякова; алб. Gjakovë, Gjakova; серб. Ђаковица / Ðakovica) — город в исторической области Метохия. Административный центр одноимённой общины. С 2008 года находится под контролем частично признанной Республики Косово.

## Административная принадлежность
| Сербская позиция                                         | Албанская позиция                            |
| -------------------------------------------------------- | -------------------------------------------- |
| входит в Печский округ автономного края Косово и Метохия | входит в Джяковицкий округ Республики Косово |

## Население
Согласно переписи населения 1981 года, в городе проживал 42 031 человек: 38 116 албанцев, 1731 серб, 1563 черногорца, 247 мусульман, 132 цыгана, 84 югослава, 38 хорватов, 29 македонцев, 28 словенцев и 5 венгров.
Согласно переписи населения 2011 года, в городе проживало 40 827 человек: 20 233 мужчины и 20 594 женщины; 36 932 албанца, 2897 «балканских египтян» (цыгане), 435 цыган, 274 ашкали (цыгане), 60 босняков, 16 турок, 14 сербов, 13 горанцев и 84 представителя других национальностей. 50 человек предпочли не указывать свою национальность, а национальность ещё 52 неизвестна.
| Численность населения | Численность населения | Численность населения | Численность населения | Численность населения | Численность населения | Численность населения |
| 1948                  | 1953                  | 1961                  | 1971                  | 1981                  | 1991                  | 2011                  |
| --------------------- | --------------------- | --------------------- | --------------------- | --------------------- | --------------------- | --------------------- |
| 15 190                | 17 065                | 21 368                | 31 281                | 42 031                | 59 008                | 40 827                |

## Культура
Исторические памятники в Джяковице делятся на три основные категории в зависимости от их культурного, религиозного и социального контекста. Центральная часть города была создана между рекой Крена на востоке и холмом Кабрати на западе. Вокруг краеугольного камня города был создан Старый базар – центр торговли и мастерства. К 1900 году на базаре размещалось около 1000 предприятий. Были построены многочисленные мосты, чтобы торговые караваны могли пересекать соседние реки. 

## Транспорт
Имеется аэропорт Джяковица.

## Города-побратимы
У Джяковицы установлены побратимские отношения со следующими городами:
- Форт-Додж, США[11]
- Джеймстаун, США
- Лодев, Франция[12]
- Саранда, Албания[13]